# 王莘林
王莘林（1870年—？）字可耕，吉林榆樹人，中华民国政治人物。

## 生平
王莘林是清朝舉人。歷任江蘇巡按使署諮議長。1914年5月，署吉林民政使。同年6月，署吉林政務廳廳長。1916年7月，任江蘇蘇常道尹。1928年12月，任吉林省政府委員兼教育廳廳長。1931年去職。